# А̄ (кирилиця)
А̄, а̄ (А з макроном) — буква розширеної кирилиці, яка використовується в евенкському, Мансійському, нанайському, орокскомському, Ульчському, кільдінському, саамському і селькупському алфавітах. А̄ — 2 літера в Алеутському алфавіті Берінговського діалекту.
При наборі може замінюватися на зовні схожу букву латиниці Ā.

## Вживання
| алфавіт              | порядковий №          | МФА    |
| -------------------- | --------------------- | ------ |
| евенкскій            | не включена в алфавіт | невід. |
| інгуський            | не включена в алфавіт | ɑ / ə  |
| Мансійський          | 2                     | aː     |
| нанайский            | не включена в алфавіт | невід. |
| орокскій             | 2                     | ɑː     |
| Ульчскій             | не включена в алфавіт | aː     |
| кільдінскій саамська | 2                     | aː     |
| селькупська          | ?                     | ?      |
| алеутський           | 2                     | ?      |